# Phare d'Anadolu
Le phare d'Anadolu (en turc : Anadolu Feneri)  est un feu côtier situé sur la côte asiatique du Bosphore de la mer Noire, dans ledistrict de Beykoz à l'entrée d'Istanbul, en Turquie.
Anadolu est le nom turc de l'Anatolie. Il se situe en face du phare de Rumeli, qui se trouve du côté européen du détroit à une distance de 2 milles marins (3,7 km). Une ligne de liaison entre les deux phares marque la limite nord du port d'Istanbul. L'endroit, où se trouve le phare, s'appelle Anadolufeneri, qui est aujourd'hui un village de pêcheurs.
Il est exploité et entretenu par l'Autorité de sécurité côtière (en turc : Kıyı Emniyeti Genel Müdürlüğü) du Ministère des transports et des communications.

## Histoire
François Baron de Tott , un ingénieur français ingénieur et officier militaire hongrois d' origine, qui a vécu quelques années à Istanbul, a rapporté l'existence d'un premier phare à cet endroit en 1755. Pendant la guerre de Crimée (1853-1856), il est devenu nécessaire d'avoir des phares des deux côtés de l'entrée de la mer Noire du Bosphore pour assurer la sécurité de la navigation des navires de guerre français et britanniques. Les Français ont construit le phare de Rumeli de l'autre côté du détroit et ont amélioré le phare d'Anadolu existant. Les deux phares sont entrés en service le 15 mai 1856. Le phare d'Anadolu a été exploité par les Français jusqu'en 1933, date à laquelle la concession de 100 ans a été annulée et les autorités turques ont pris le relais.
Le phare est situé sur "Yum Burnu", un cap surplombant la mer Noire, à 75 m  au-dessus du niveau de la mer. Une maison de gardien de deux étages est attachée à la tour. Initialement, il a été allumé au kérosène qui a été remplacé plus tard par la lumière de Dalén utilisant du carbure (gaz d'acétylène). Aujourd'hui, la source lumineuse est l'électricité, cependant, un système d'éclairage au gaz est également installé à des fins de secours.
Le phare d'Anadolu, habité par une famille, est ouvert à la visite publique en tant que site historique.

## Description
Le phare  est une tour cylindrique en maçonnerie blanche de 19 m de haut, avec une galerie et une lanterne, attenante à un bâtiment de gardien de deux étages.
Son feu à éclat émet, à une hauteur focale de 75 m, un long éclat blanc de 2 secondes par période de 20 secondes. Sa portée est de 20 milles nautiques (environ 38 km) pour le feu blanc, et de 19 milles nautiques (environ 35 km) pour le feu rouge. Il possède un radar Racon émettant la lettre B en code morse.
Identifiant :ARLHS : TUR-014 - Admiralty : N4958 - NGA : 17508.

## Caractéristique dufeu maritime
Fréquence : 20 secondes (W)
- Lumière : 2 secondes
- Obscurité : 18 secondes

### Lien connexe
- Liste des phares de Turquie